# Zoe Voss
Zoe Voss (Minneapolis, 4 gennaio 1990) è un'ex attrice pornografica statunitense.

## Riconoscimenti
- 2011 XRCO Award nomination – Best New Starlet[2]
- 2011 AVN Award nomination – Best All-Girl Couples Sex Scene – Women Seeking Women|Women Seeking Women 63[3]
- 2011 AVN Award nomination – Best All-Girl Group Sex Scene - Sex & the City: The Original XXX Parody[3]
- 2012 XBIZ Award nomination – Supporting Acting Performance of the Year – Dear Abby[4]
- 2012 AVN Award nomination – Best New Starlet[5]
- 2012 AVN Award nomination – Best Girl/Girl Sex Scene Girls Kissing Girls 8[5]
- 2012 AVN Award nomination – Best Three-Way Sex Scene (G/G/B) – Legs Up Hose Down[5]
- 2012 AVN Award nomination – Best Group Sex Scene – Superman XXX: A Porn Parody[5]

## Filmografia
- Babysitter 3 (2010)
- Cuckold Sessions 5 (2010)
- Girl Crush 1 (2010)
- Interns 1 (2010)
- Legends and Starlets 4 (2010)
- Legs Up Hose Down (2010)
- Lesbian Psycho Dramas 4 (2010)
- Lesbian Truth or Dare 4 (2010)
- Love Goes Down (2010)
- My Daughter's Boyfriend 3 (2010)
- My First Girlfriend 1 (2010)
- Naughty Newbies (2010)
- Naughty Office 21 (2010)
- Pornstar Superheroes (2010)
- Praise The Load 5 (2010)
- Private School Nymphos 2 (2010)
- Raw 5 (2010)
- Sex and the City: The Original XXX Parody (2010)
- Teen Babysitters 1 (2010)
- To Protect and to Serve 1 (2010)
- Two Big Black and on the Attack 4 (2010)
- Women Seeking Women 63 (2010)
- All Natural: Glamour Solos 1 (2011)
- Bachelorette Orgy 2 (2011)
- Bubble Gum (2011)
- Carwash Orgy (2011)
- Dear Abby (2011)
- Fantasy Solos 1 (2011)
- Girls Kissing Girls 8 (2011)
- Incredible Hulk: A XXX Porn Parody (2011)
- Interns 2 (2011)
- Intimate Pursuit (2011)
- Lesbian Adventures: Wet Panties Trib 1 (2011)
- Lesbian Truth or Dare 6 (2011)
- Little Part of Me (2011)
- Lost And Found (2011)
- Masseuse 1 (II) (2011)
- Mom's Cuckold 6 (2011)
- My Daughter's Boyfriend 4 (2011)
- My Girlfriend's Mother 1 (2011)
- My Roommate's a Lesbian 2 (2011)
- My Teenage Blog (2011)
- Naughty Rich Girls 6 (2011)
- New Girl in Town 2 (2011)
- Panty Hoes 9 (2011)
- PRON: the XXX Parody (2011)
- Queen of the Strap-On 1 (2011)
- Revenge Cuckold (2011)
- School Of Hard Knox (2011)
- Scream XXX: A Porn Parody (2011)
- Secretary 1 (2011)
- Secretary 2 (2011)
- Sex World (2011)
- Slumber Party 14 (2011)
- Squirtamania 19 (2011)
- Superman XXX: A Porn Parody (2011)
- Tiny Little Titties (2011)
- Unplanned Orgies and Spontaneous Gangbangs 3 (2011)
- Wheel of Debauchery 5 (2011)
- Women Seeking Women 72 (2011)
- All Natural: Glamour Solos 2 (2012)
- Bad Apples 4 (2012)
- Beautiful Lesbians (2012)
- Brazzers Presents: The Parodies 2 (2012)
- Dark and Dirty (2012)
- Hot And Mean 6 (2012)
- Interracial Gloryhole Initiations 11 (2012)
- Lesbian Office Seductions 7 (2012)
- MoneyBalls (2012)
- Mother's Love (2012)
- My Ex Girlfriend 7 (2012)
- My Sister's Hot Friend 25 (2012)
- Redheads Are Sexy 2 (2012)
- Sinn Sage's A-Cup Lesbians (2012)
- Smaller the Better 2 (2012)
- Squirtamania 24 (2012)
- Slumber Party 13 (2013)
- Cum Swallowing Auditions 8 (2014)
- Orgies (2014)
- Sexy Little Titties (2014)